# パンハーラー

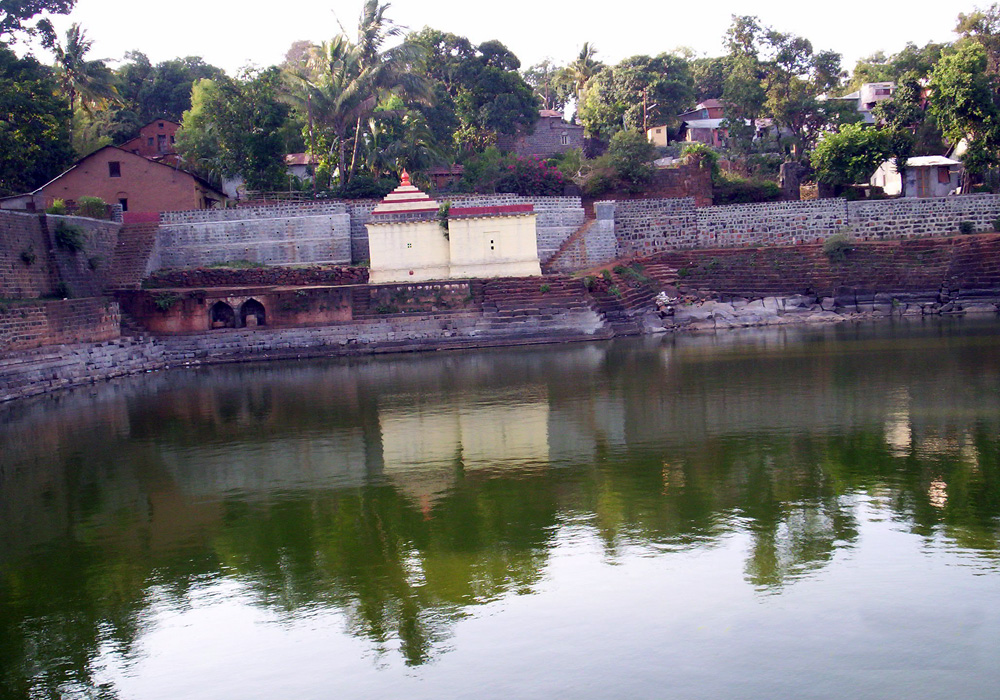
パンハーラーの貯水池

パンハーラー（マラーティー語：पन्हाळा、英語：Panhala）は、インドのマハーラーシュトラ州、コールハープル県の都市。

## 歴史
1178年から1209年にかけて、パンハーラー城が建てられる。
1469年、バフマニー朝の宰相マフムード・ガーワーンによる占拠。
1659年、マラーターの指導者シヴァージーによる占拠。
1689年、サンバージーが殺害されると、アウラングゼーブに占拠されたが、1692年にカーシー・ラグナートが奪還した。
1714年、コールハープル・マラーター王国の君主シヴァージー2世が幽閉された。

## 地理
- コールハープルまで20キロ。